# Boris Palčič
Boris Palčič, slovenski televizijski in filmski režiser, scenarist in pedagog, * 24. november 1958, Koper, Ljudska republika Slovenija, Federativna ljudska republika Jugoslavija
Režiral je celovečerni film Prehod, ki je na 11. festivalu slovenskega filma prejel nagrado občinstva. Predsedoval je strokovni žiriji na 13. festivalu slovenskega filma.
Je profesor filozofije na Gimnaziji Koper. Poučuje na filmskih delavnicah pod okriljem Javnega sklada Republike Slovenije za kulturne dejavnosti, v isti organizaciji je član strokovno-programske komisija za film.

## Študij
Po končani gimnaziji je študiral filozofijo na Filozofski fakulteti v Ljubljani, kasneje še filmsko režijo na Akademiji za gledališče, radio, film in televizijo, na obeh je leta 1985 diplomiral. Leta 1989 je opravil šestmesečno specializacijo iz filmske režije na Centro Sperimentale di Cinematografia v Rimu.

## Politično udejstvovanje

### Palčič kot predstavnik civilne družbe
Bil je kritik takratnega koprskega župana Borisa Popoviča, leta 2006 ga je za Mladino označil za pragmatičega populista in del berlusconizacije politike.
Leta 2010 je bil pobudnik in prvopodpisnik javnega protesta civilne iniciative Vivat Loggia proti malomarnemu odnosu do beneške arhitekturne in urbanistične zapuščine v Sloveniji. Shod so prijavili policiji, koprska občina pa jim ni izdala dovoljenja za uporabo javne površine. Udeleženci protesta so se zapletli v spor z županom Popovičem, posredovala je tudi policija.
Leta 2016 je bil eden od podpisnikov Javnega apela predsedniku vlade Miru Cerarju in ministrici Maji Makovec Brenčič glede dogodkov v Kranju, ko je 24 profesorjev na Gimnaziji Franceta Prešerna v Kranju s peticijo nasprotovalo namestitvi mladoletnih beguncev v kranjski dijaški dom.

### Kandidatura na lokalnih volitvah
Na lokalnih volitvah leta 2014 in 2018 je kandidiral za položaj svetnika Občine Izola na listi Mef in Izolani.

## Pedagoško delo

### Redna zaposlitev
Zaposlen je kot profesor filozofije na Gimnaziji Koper, kjer opravlja tudi funkcijo tajnika Šolske maturitetne komisije.

### Filmska pedagogika

#### Delo s srednješolci
Bil je recenzent učnih načrtov iz leta 2010, za strokovna predmeta Video in film – Zgodovina filma in drugih avdiovizualnih medijev in Video-filmska delavnica.
Leta 2016 je bil član regijske komisije na filmskem tekmovanju za srednješolce Slovenščina ima dolg jezik: Književnost na filmu 1, 2, 3.
Za kulturno izobraževalno društvo Pina je v okviru čezmejnega pilotnega projekta režiral kratki didaktični slovensko - italijanski film Glas mladih, v katerem so nastopili dijaki iz Kopra in Trsta ter igralci Gledališke šole Talia. Snemali so ga v Kopru in Trstu med 16. in 22. junijem 2012, javnosti je bil predstavljen oktobra istega leta v Gledališču Koper. Govori o srednješolskem zaljubljenem paru z obeh strani meje, ki izgubi avtobusno povezavo Trst – Koper zaradi varčevanja. Mlade naj bi film na inovativen in kreativen podučil o njihovih državljanskih pravicah in uveljavljanju le teh s pomočjo medijev. Partnerji projekta so bili Občina Trst, multimedijska organizacija Blooperslab in Gimnazija Koper, sponzor pa Banka Koper.

#### Javni sklad Republike Slovenije za kulturne dejavnosti (JKSD)

##### Filmske delavnice
Na filmskem in video seminarju/laboratoriju, ciklusu zgodovinsko/teoretskih predavanj, kamermanskih filmskih delavnicah in na tako imenovanih kampusih s kolegi mlade filmarje uči osnov filmske obrti, tako s teorijo, kot s prakso  Z Radovanom Čokom je v Ljubljani in Piranu imel intenzivno delavnico za režiserje, snemalce in prihajajoče avtorje Kamera in vizualna naracija.

##### Članstvo v komisiji
V JSKD je član strokovno-programske komisije za film oz. filmsko dejavnost, ki je bila imenovana za obdobje od 1. 2. 2017 do 31. 12. 2019.

## Kariera scenarista in režiserja
Režiral je in pisal scenarije za večinoma kratke dokumentarne in igrane filme, Prehod je njegov edini samostojni celovečerni igrani film, bil je asistent režije pri Slakovem celovečernem filmu Butnskala. Režiral je še dva srednjemetražna dokumentarna filma. 
Leta 2007 je v Zavodu za prestajanje kazni zapora Koper režiral film Za vikend (Vikend paket op.p.), v katerem so nekateri obsojenci sodelovali kot statisti, konec leta ga je tam predstavil obsojencem in tamkajšnjim zaposlenim.
Kot pisec in režiser s produkcijsko hišo A Atalanta in s finančno pomočjo Slovenskega filmskega centra razvija projekt Zrno od frmentona (Grain of corn), ki temelji na knjigi Marjana Tomšiča. S projektom se je udeležil intenzivnega scenarističnega usposabljanja s strokovnjakom podprograma MEDIA, Miguelom Machalskim, v Izoli od 3. do 5. junija 2015 in delavnice RE-ACT od 21. do 24. julija 2015 v Motovunu.

### Nagrade
| Naslov                | Festival                                                         | Leto | Nagrada           |
| --------------------- | ---------------------------------------------------------------- | ---- | ----------------- |
| Kratka himna domovini | International environmental film festival Gava - Španija         | 1999 | gran prix         |
| Kratka himna domovini | International Festival of Movies and Video of Tebessa - Alžirija | 2001 | gran prix         |
| Prehod                | 11. Festival slovenskega Filma - tekmovalni program              | 2008 | nagrada občinstva |

- Viri[28][29]

### Članstvo v komisiji Slovenskega filmskega centra
Bil je nadomestni član strokovno programske komisije za oblikovanje programov realizacije avdiovizualnih projektov pri Slovenskem filmskem centru, ki je bila izvoljena 15. julija 2016 za obdobje enega leta.

## Filmografija
| Leto | Naslov                     | Režiser | Scenarist | Asistent režije | Montažer | Opombe                                                            |
| ---- | -------------------------- | ------- | --------- | --------------- | -------- | ----------------------------------------------------------------- |
| 1981 | Peraji                     | Da      | Da        |                 | Da       | študijski kratki dokumentarni                                     |
| 1982 | Tja bomo našli pot         | Da      | Da        |                 | Da       | študijski kratki igrani; tudi 1983                                |
| 1984 | Noč nasilja                | Da      | Da        |                 | Da       | študijski kratki dokumentarni                                     |
| 1985 | Butnskala                  |         |           | Da              |          | celovečerni igrani                                                |
| 1985 | Komanda mesta Koper        | N/A     | N/A       | N/A             | N/A      | študijski kratki dokumentarni                                     |
| 1987 | Kdo je morje               | N/A     | N/A       | N/A             | N/A      | kratki dokumentarni                                               |
| 1988 | Zgodba o orglicah          | Da      | Da        |                 |          | kratki igrani; tudi 1989                                          |
| 1991 | In kakšen žar zamaknjenja  | N/A     | N/A       | N/A             | N/A      | kratki dokumentarni                                               |
| 1998 | Kratka himna domovini      | Da      | Da        |                 |          | kratki igrani; tudi 1999                                          |
| 2004 | ET(h)NOS Anche noi Tudi mi | Da      | Da        |                 |          | kratki dokumentarni etnografski                                   |
| 2004 | Valček za štiri            | Da      |           |                 |          | srednjemetražni igrani dokumentarni (delovni naslov Kugelprincip) |
| 2007 | Vikend paket               | Da      |           |                 |          | kratki igrani                                                     |
| 2009 | Prehod                     | Da      | Da        |                 |          | celovečerni igrani                                                |
| 2009 | Leteča brata Rusjan        | Da      |           |                 |          | srednjemetražni igrani dokumentarni; tudi 2008                    |

- Viri[3][28][a]